# Morte de Saddam Hussein

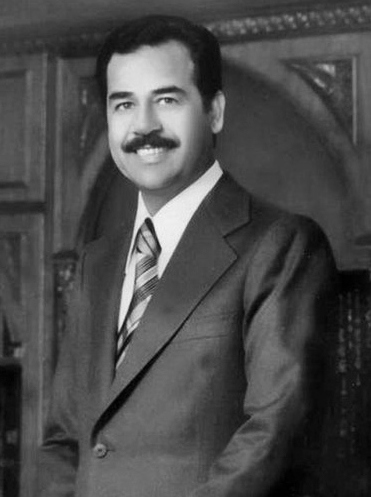
Saddam Hussein, Presidente do Iraque, de 1979 até 2003

A morte de Saddam Hussein ocorreu em 30 de dezembro de 2006 (primeiro dia do Eid al-Adha). Saddam Hussein foi condenado à morte por enforcamento, depois de ter sido considerado culpado e condenado por crimes contra a humanidade pelo Tribunal Especial Iraquiano pelo assassinato de 148 xiitas iraquianos na cidade de Dujail em 1982, em retaliação a uma tentativa de assassinato contra ele.
Saddam Hussein foi presidente do Iraque de 16 de julho de 1979 até 7 de abril de 2003, quando foi deposto durante a invasão americana no Iraque por uma coalizão de aliados liderada pelos Estados Unidos. Após a captura de Saddam (13 de Dezembro de 2003) em ad-Dawr, perto de sua cidade natal Ticrite, ele foi preso em Camp Cropper. Em 5 de novembro de 2006, foi condenado à morte por enforcamento.
Em 30 de dezembro de 2006, foi levado ao cárcere para ser executado. O governo iraquiano lançou um vídeo oficial de sua execução, mostrando-lhe sendo levado para a forca, e terminando depois que a sua cabeça estava no laço do carrasco. Saddam foi executado na presença de um clérigo, um médico e um juiz, e um grande número de testemunhas, todos de origem iraquiana.
Em um vídeo filmado com um celular no momento da execução, ouve-se o ex-líder iraquiano enfrentando dialeticamente seus carrascos. Saddam Hussein se recusou que cobrissem sua a cabeça com um capuz antes do enforcamento e leu frases da profissão de lei islâmica: "Não há outro Deus senão Alá e Maomé é seu profeta".
Várias controvérsias internacionais públicas surgiram quando uma gravação não autorizada de telefone móvel do enforcamento mostrou-o caindo pelo alçapão do patíbulo. A alegada atmosfera pouco profissional e indigna da execução provocou críticas em todo o mundo tanto de nações que se opõem como as que apoiam a pena capital. Em 31 de dezembro de 2006, o corpo de Saddam Hussein foi devolvido ao seu local de nascimento de Al-Awja, perto de Ticrite, e foi sepultado perto do túmulo dos outros membros da família. O corpo de Saddam nunca foi mostrado.

## Antes da execução
Dois dias antes da execução, uma carta escrita por Saddam apareceu no site do Partido Socialista Árabe Ba'ath. Na carta, ele pediu ao povo iraquiano para se unir, e não odiar as populações dos países que invadiram o Iraque, como os Estados Unidos, mas em vez disso os tomadores de decisão. Ele afirmou que estava pronto para morrer como um mártir e disse que esta é a sua sentença de morte. Nas horas antes da execução, Saddam comeu sua última refeição de frango e arroz com um copo de água quente e mel. Então proferiu orações e leu os versículos do Alcorão.

## Execução
Saddam foi executado por enforcamento a cerca de 06h00 hora local (03h00 GMT), em 30 de dezembro de 2006,  no dia que os iraquianos sunitas começavam a celebrar o Eid al-Adha. Relatos em conflito quanto à hora exata da execução, com algumas fontes relatando 06h00, 06h05, ou algumas, mais tarde às 06h10. A execução ocorreu na base militar conjunta iraquiano-americana Camp Justice, localizada em Kazimain, um subúrbio no nordeste de Bagdá.
Um alto oficial iraquiano que estava envolvido nos eventos que levaram à morte de Saddam foi citado como tendo dito: "Os americanos queriam atrasar a execução por 15 dias porque não estavam interessados em tê-lo executado imediatamente. Mas durante o dia [antes a execução] o gabinete do primeiro-ministro forneceu todos os documentos que eles pediram e os americanos mudaram de ideia quando viram que o primeiro-ministro estava muito insistente. Em seguida, foi apenas um caso de finalizar os detalhes". O porta-voz militar estadunidense Maj. Gen. William Caldwell, disse a jornalistas em Bagdá que, depois que o "controle físico" de Saddam foi entregue ao governo iraquiano, "a força multinacional não teve absolutamente nenhum envolvimento direto com a execução que seja". Não houve representantes dos Estados Unidos presentes em sala de execução.
Circularam informações de que o comportamento de Saddam era "submisso" e que ele estava carregando o Alcorão que vinha mantendo consigo durante todo o seu julgamento antes de sua execução. Al-Rubaie, que foi testemunha da execução de Saddam, descreveu Saddam como repetidamente gritando "abaixo com os invasores". Al-Rubaie teria perguntado a Saddam se ele tinha algum remorso ou medo, pelo que Saddam respondeu:
"Não, eu sou um militante e não tenho medo de mim mesmo. Eu passei a minha vida na jihad e combatendo a agressão. Quem toma este caminho não deve ter medo."

Sami al-Askari, uma testemunha da execução, disse: "Antes da corda ser posta em volta do pescoço, Saddam gritou, 'Allahu Akbar. A Umma muçulmana será vitoriosa e a Palestina é árabe!' " Saddam também enfatizou que os iraquianos devem lutar contra os invasores norte-americanos. Depois que a corda estava presa, os guardas gritaram várias repreensões incluindo "Muqtada! Muqtada! Muqtada!" como referência a Moqtada al-Sadr; Saddam repetiu o nome zombeteiramente e repreendeu os gritos afirmando: "Você considera isso bravura?"  A versão xiita de uma oração islâmica foi recitada por alguns dos presentes na sala, um insulto sectário aparente contra o sunita Saddam. Um observador disse a Saddam:
"Vá para o inferno!"
Saddam respondeu:
"O inferno que é o Iraque?"  
Outro homem pediu calma, dizendo:

"Por favor, pare. O homem está enfrentando uma execução."
Saddam começou a recitar o Chahada duas vezes. Ao aproximar-se o final de sua segunda recitação, quando ele estava prestes a dizer Maomé, o alçapão saltou. De acordo com o The New York Times, os carrascos "elogiaram os seus heróis xiitas tão persistentemente que um observador nas câmaras de execução faz uma observação sobre como o esforço para conter as milícias não parece estar indo bem". Durante a queda, houve um estalo audível indicando que seu pescoço estava quebrado. Depois que Saddam foi suspenso por alguns minutos, o médico presente procurou ouvir com um estetoscópio por um batimento cardíaco. Depois de não ter detectado nenhum, a corda foi cortada, e o corpo foi colocado num caixão.
Segundo relatos de uma autoridade, houve danças e cantos xiitas ao redor do corpo de Saddam após a execução. Dois dias após a execução, o governo iraquiano lançou um inquérito sobre os insultos e a forma como a execução foi filmada.
Segundo Talal Misrab, o chefe de guarda no túmulo de Saddam e que também ajudou no enterro, Saddam foi esfaqueado seis vezes após ter sido executado. O chefe da tribo de Saddam, xeque Hasan al-Neda, nega essa afirmação. Mowaffak al-Rubaie, conselheiro de segurança do Iraque, declarou: "Eu supervisionei todo o processo de A a Z e o corpo de Saddam Hussein não foi esfaqueado ou mutilado e ele não foi humilhado antes da execução".

## Vídeo de telefone móvel
Enquanto filmagens lançadas oficialmente do evento pararam de mostrar a real execução, um vídeo amador feito de um telefone com câmera a partir de uma escadaria que conduz ao cadafalso surgiu, contendo um vídeo de baixa qualidade de todo o enforcamento. O vídeo amador, ao contrário da filmagem oficial, incluiu som; testemunhas podiam ser ouvidas insultando Saddam na forca.
Em 3 de janeiro de 2007, o governo iraquiano prendeu o guarda que acreditavam ter feito o vídeo de telefone móvel. No entanto, já era tarde demais para evitar que o vídeo se espalhasse por toda a internet. O assessor da segurança nacional iraquiana Mowaffak al-Rubaie posteriormente realizou uma entrevista coletiva onde anunciou que três prisões foram feitas em conexão com a investigação sobre a gravação do vídeo e vazamento. Uma semana depois, outro vídeo surgiu na internet, que mostrava o corpo de Saddam com uma grande ferida no pescoço, criando especulações de que a execução foi efetuada de forma incorreta.

## Enterro
O corpo de Saddam foi enterrado em sua cidade natal, Al-Awja em Ticrite, Iraque, próximo a membros da família, incluindo seus dois filhos Uday e Qusay Hussein, em 31 de dezembro de 2006, 04h00 hora local (01h00 GMT). Seu corpo foi transportado para Ticrite por um helicóptero militar dos Estados Unidos. Saddam foi entregue da posse do governo iraquiano para Sheikh Ali al-Nida, chefe da tribo Albu Nasir e governador de Saladino, para ser sepultado. Foi enterrado a cerca de três quilômetros (2 mi) de seus dois filhos no mesmo cemitério. A filha mais velha de Saddam, Raghad Hussein, sob asilo na Jordânia, pediu que "seu corpo fosse enterrado no Iêmen temporariamente até que o Iraque fosse liberado e pudesse ser enterrado novamente no Iraque", um porta-voz da família disse por telefone. A família também disse que seu corpo poderia ser enterrado em Ramadi, citando preocupações de segurança, embora não houve planos de fazer isso.

## Reações
As reações à morte de Saddam foram variadas. Alguns apoiaram fortemente a execução, particularmente aqueles pessoalmente afetados pelas ações de Saddam como líder. Algumas dessas vítimas desejavam vê-lo levado a julgamento por suas outras ações, que supostamente teriam resultado em um número muito maior de mortes do que aquelas pelas quais ele foi condenado. Alguns acreditavam que a execução iria elevar a moral no Iraque, enquanto outros temiam que fosse incitar mais violência. Os partidários de Saddam condenaram a ação como injusta.
Os iraquianos expressaram sentimentos mistos, com algum prazer em ver a execução realizada; outros iraquianos expressaram indignação e viram Saddam como um mártir.
Os xiitas no Iraque comemoraram a execução enquanto cidades sunitas viram protestos. Em Sadr, Baçorá e Najafe cidadãos dançaram nas ruas e buzinavam de seus carros com júbilo. Em Ticrite, Samarra e Ramadi, no entanto, houve relatos de protestos. Nos protestos que ocorreram em Samarra, os sunitas invadiram a Mesquita de Al-Askari, e um motim eclodiu na prisão de Padush em Mosul. Após a execução, em simultâneo, uma série de atentados sacudiram Bagdá matando pelo menos 70 pessoas depois que o Partido Baath pediu vingança aos iraquianos.
"O mundo vai saber que Saddam Hussein viveu honestamente, morreu honestamente, e manteve seus princípios. Ele não mentiu quando declarou nulo seu julgamento”, disseram os advogados de Saddam em um comunicado.
Um representante das filhas de Saddam relatou: "Elas sentiram muito orgulhosas ao verem seu pai enfrentando seus carrascos tão bravamente". Em Amã, capital da Jordânia, a filha mais velha de Saddam, Raghad Hussein, juntou-se protestos contra a execução de seu pai.  Manifestantes expressaram o sentimento de que Saddam é um mártir, e que ele foi o único líder árabe que disse não para os Estados Unidos.
Após a execução de Saddam Hussein, os líderes de alguns países emitiram declarações. Os líderes da Índia, Camboja, e Sri Lanka, bem como os presidentes do Brasil, e Venezuela expressaram oposição à execução.
Os líderes e os governos de muitos países europeus também manifestaram forte desaprovação do uso da pena de morte neste e em qualquer caso, incluindo Áustria, Dinamarca, Finlândia, Alemanha, Itália, Países Baixos, Noruega, Portugal, Espanha, Suécia, e Suíça  e Reino Unido.  O reverendo Federico Lombardi, do Vaticano, expressou tristeza e desaprovação da pena de morte. Chile, Líbia, Bélgica, Rússia, e Sérvia  expressaram reprovação da pena capital nesta e em qualquer caso, e também expressaram preocupações sobre as implicações da execução sobre a estabilidade no Iraque.
Muitos outros governos, incluindo o Canadá, Indonésia, Paquistão, Tailândia, e Grécia, expressaram preocupações e desejos para a estabilidade no Iraque, sem julgar se Saddam deveria ou não ter sido executado. Respeito ao processo judicial iraquiano e do julgamento nesse caso foi expresso por muitos outros líderes e autoridades governamentais, incluindo as do Afeganistão, República Popular da China, Japão, República Checa, França, Alemanha, Islândia, Irlanda, Reino Unido, Austrália e Nova Zelândia.
Entretanto, Peru, Israel e Polônia  manifestaram apoio a execução.
Nos Estados Unidos, o presidente George W. Bush fez uma declaração: "Trazer Saddam Hussein à Justiça não vai acabar com a violência no Iraque, mas é um marco importante no caminho do Iraque para se tornar uma democracia que poderá governar, sustentar e defender-se".
No Irã, os membros da república islâmica manifestaram alegria com a notícia da execução de Saddam: "O povo iraquiano são os vitoriosos." O vice-ministro das Relações Exteriores do Irã, Hamid Reza Asefi disse à Agência de Notícias da República Islâmica, ao expressar que lamenta que seu julgamento só focasse em um de seus crimes e não no de um milhão de mortos durante a Guerra Irã-Iraque de 1980-1988. Mahmoud Ahmadinejad, presidente do Irã, disse que "A execução de Saddam provou que confiar nos Estados Unidos não é conveniente", referindo-se a Guerra Irã-Iraque, durante a qual, alegou, Washington encorajou Saddam em ir à guerra com Teerã, mas, em seguida, o removeu do poder em 2003 "quando ele não era mais útil. Os países da região devem aprender a lição e, como o Irã, só devem confiar na vontade de seu povo e não nas potências corruptas." 
Hosni Mubarak, o presidente do Egito, chamou a execução de vergonhosa e impensável, e afirmou que a execução transformou o ex-presidente em um mártir.
Muammar Gaddafi, líder da Líbia, disse que "Saddam Hussein era um prisioneiro de guerra mantido pelas forças de ocupação norte-americanas e, como tal, deveria ter sido julgado nos Estados Unidos ou na Grã-Bretanha, em vez de num tribunal canguru do regime fantoche iraquiano." A Líbia declarou três dias de luto após a morte de Saddam Hussein e cancelou as comemorações públicas em torno do feriado religioso de Eid.

## Legalidade
A Human Rights Watch divulgou em um comunicado que a "execução segue um julgamento falho e representa um passo significativo para longe do Estado de direito no Iraque". A Anistia Internacional divulgou um comunicado que "se opôs à pena de morte em todas as circunstâncias, mas foi especialmente notável quando este último castigo é imposto após um julgamento injusto." Dois dias antes da execução, a Federação Internacional de Direitos Humanos divulgou um comunicado pedindo ao Chefe de Estado para assegurar uma moratória sobre a pena de morte pronunciada contra Saddam Hussein por enforcamento”.  A organização também disse que Saddam deveria ser tratado como um prisioneiro de guerra pelas Convenções de Genebra. Juan Cole disse que a execução poderia conduzir a mais turbulência sectária. "O julgamento e execução de Saddam foram por vingança, não justiça. Em vez de promover a reconciliação nacional, este ato de vingança ajudou Saddam a retratar a si mesmo mais uma vez como um símbolo da resistência árabe sunita, e tornou-se mais uma incitação à guerra sectária", ele disse.
Os advogados de Saddam chamaram o julgamento "uma violação flagrante do direito internacional" e que planejavam continuar "usando todos os caminhos legais disponíveis localmente e internacionalmente até que a opinião pública receba a verdade sobre este assassinato político". Em um comunicado separado, o advogado da defesa norte-americana de Saddam chamou a execução de "uma exibição infeliz de injustiça do agressor arrogante pelos Estados Unidos da América sob a liderança do presidente americano George W. Bush. Define o regresso de conquistas em direito penal internacional de muitas décadas e envia uma mensagem clara para as pessoas em todo o mundo que a agressão dos Estados Unidos não pode ser interrompida pela lei. É realmente um dia triste para a justiça internacional e um triste início de um novo ano".